# Ембаево
Ембаево (сибирскотат. 
Олы Малцын, Ямбай) — село в Тюменском районе Тюменской области России. Административный центр Ембаевского муниципального образования.

## География
Ембаево находится на озере Старица (Манцык) в левобережье Туры, вблизи восточных окраин Тюмени, в 1 километре от автодороги Р404 и в 5 километрах от объездной дороги города.

## Население
| 2002 | 2010  | 2021  |
| ---- | ----- | ----- |
| 2675 | ↗2959 | ↗3944 |

## История
Основали село сибирские татары, позже к ним поселились бухарцы. Жители занимались земледелием, скотоводством и рыболовством, а также войлочным и кожевенным производством.
Село славится своим архитектурным ансамблем и мечетью им. Нигматуллы Кармышакова. Строительство мечети началось в 1884 году. Строил её купец-меценат 2 гильдии Нигматулла Кармышаков-Сайдуков. Строительные материалы привозились из разных городов России. Вокруг неё Нигматулла хаджи создал целый ансамбль благотворительных сооружений: библиотеку, гостиницу, дом для студентов, столовую, а в 1841 году открыл медресе.

## Достопримечательности
- Мечеть Нигматуллы Хаджи
- Краеведческий музей (АУ ЦКД «Ембаевский»)[5]
- Главный офис студии "Поступинский Геймс"